# Xysticus natalensis
Xysticus natalensis là một loài nhện trong họ Thomisidae.
Loài này thuộc chi Xysticus. Xysticus natalensis được George Newbold Lawrence miêu tả năm 1938.